# Темрјук
Темрјук (рус. Темрюк) насељено је место са административним статусом града на југозападу европског дела Руске Федерације. Налази се у западном делу Краснодарске покрајине и административно припада њеном Темрјучком рејону чији је уједно и административни центар.
Према подацима националне статистичке службе РФ за 2017, у граду је живело 40.108 становника.

## Географија
Град Темрјук се налази у западном делу Краснодарске покрајине, на подручју Таманског полуострва, на око 130 km северозападно од града Краснодара, административног центра покрајине. Лежи на десној обали реке Кубањ, на свега неколико километара узводно од њеног ушћа у Азовско море. Источни део града излази на западне обале Курчанског лимана.
У близини града се налазе бројни блатни вулкани, а најпознатији међу њима су вулкан Голубицкаја који се налази неких десетак километара западније, те вулкан Миска.
На 4 км северно од града налази се мања морска лука. Кроз град пролази друмски правац који га повезује са Славјанском и Краснодаром на истоку.

## Историја
Подручје савременог Темрјука насељено је од најстаријих времена, а први писани подаци о насељу потичу из XIV века када је на том подручју егзистирала ђеновљанска колонија Копа. Потом тим подручјем господаре Турци који ту подижу одбрамбене утврде, а крајем XVI века кабардински кнез Темрјук уз помоћ руске војске осваја то подручје. Потом насеље 1570. прелази под управу Кримског каната и добија нови назив, Адис.
У састав руске државе коначно улази 1774, и убрзо је на том подручју саграђена војничка утврда названа Старотемрјучким утврђењем. Након тога Темрјук добија статус козачке станице, и напослетку и статус града 1860. године.

## Демографија
Према подацима са пописа становништва 2010. у селу је живело 38.046 становника, док је према проценама за 2017. број становника порастао на 40.108 житеља.
| 1897.  | 1939.  | 1959.  | 1970.  | 1979.  | 1989.  | 2002.  | 2010.  | 2017.  |
| ------ | ------ | ------ | ------ | ------ | ------ | ------ | ------ | ------ |
| 14.700 | 23.200 | 22.182 | 23.172 | 31.895 | 33.163 | 36.118 | 38.046 | 40.108 |

Према подацима из 2017. град Темрјук се налазио на 386. месту међу 1.112 званичних градова Руске Федерације.